# Franklin Clark Fry
Franklin Clark Fry (* 30. August 1900 in Bethlehem (Pennsylvania); † 6. Juni 1968 in New Rochelle, New York) war ein US-amerikanischer lutherischer Theologe und eine Führungsgestalt der Ökumenischen Bewegung.

## Leben
Aufgewachsen als Sohn eines Pfarrers, studierte Fry am Hamilton College in Clinton, New York und am Lutheran Theological Seminary in Philadelphia. Nach dem Magisterexamen und der Ordination im Jahr 1925 wurde er Gemeindepfarrer in Yonkers, New York, und wechselte 1929 in die Gemeinde der Trinity Lutheran Church in Akron, Ohio. 1944 wurde er zum Präsidenten seiner Kirche, der Vereinigten Lutherischen Kirche in Amerika, gewählt. In diesem Amt wurde er mehrfach wiedergewählt, zuletzt 1960. Er setzte sich sehr für den Zusammenschluss mehrerer kleinerer lutherischer Kirchen ein, und als dieser 1962 mit der Lutherischen Kirche in Amerika (einer der Vorgängerkirchen der Evangelisch-Lutherischen Kirche in Amerika) vollzogen wurde, wurde Fry auch der Präsident dieser Kirche. Wegen eines Krebsleidens musste er sein Amt 1968 aufgeben und starb wenige Tage danach.

## Wirken in der Ökumene
Fry war nicht nur um die Gemeinschaft der lutherischen Kirchen in den USA bemüht, sondern diente auch in der weiteren Ökumene. So war er 1950 Vorsitzender bei der Gründungsversammlung des National Council of Churches in den USA. Im Ökumenischen Rat der Kirchen, an dessen Gründung 1948 er ebenfalls beteiligt war, gehörte er seit 1949 zum Zentralausschuss, ab 1954 als dessen Vorsitzender. Im Lutherischen Weltbund (LWB) wirkte er 1948–1952 als Schatzmeister, 1952–1957 als Vizepräsident und 1957–1963 als Präsident.

## Ehrungen
Für seinen Einsatz für die Förderung der christlichen Gemeinschaft wurde er mit 34 Ehrendoktorwürden aus der ganzen Welt geehrt. 1953 erhielt er das Große und 1963 das Großkreuz des Bundesverdienstkreuzes.

## Schriften
- Der Auftrag in Südafrika : April – Dezember 1960; vorbereitet von der Delegation des Ökumenischen Rates bei der Konsultation im Dezember 1960. Genf, ÖRK, 1961.
- (Hrsg.): Geschichtswirklichkeit und Glaubensbewährung: Festschrift für Friedrich Müller. Stuttgart: Evangelisches Verlagswerk, 1967.
- Von Neu-Delhi nach Uppsala 1961–1968 : Bericht des Zentralausschusses an die 4. Vollversammlung des Ökumenischen Rates der Kirchen. Genf, ÖRK, 1968.